# Helicopsyche jacquemarti
Helicopsyche jacquemarti is een schietmot uit de familie Helicopsychidae. De soort komt voor in het Afrotropisch gebied.